# Ситняг країнський
Ситняг країнський, ситняг карніолійський (Eleocharis carniolica) — вид рослин з родини осокових (Cyperaceae); поширений у південній і центральній Європі.

## Опис
Багаторічна трав'яниста рослина 10—35 см; без повзучого кореневища. Стебла численні, пучкоподібно скупчені, часто прилягають до землі й укорінюються нижче колосків. Колоски зеленуваті, вузькі, 7–12 мм завдовжки, 2–2.5 мм шириною, часто проростають (в пазухах їхніх нижніх покривних лусок утворюються укорочені стебла без колосків). Плід обернено-яйцеподібний, 1–1.2 мм завдовжки (без стилоподія), блискучий.

## Поширення
Поширений у південній і центральній Європі від Італії до України й від Польщі до європейської Туреччини.
В Україні зростає на болотах і сирих лугах — у Закарпатті, Розточчі-Опіллі, Правобережному Поліссі, рідко.

## Охорона
Вид занесений до Директиви Європейського Союзу 92/43/ЄС «Про збереження природних оселищ та видів природної фауни і флори» (Додаток II. Види рослин і тварин, що становлять особливий інтерес для Європейського Союзу, збереження яких потребує створення територій особливої охорони).
У Словенії вид охороняється і має статус VU; в Австрії має статус EN; в Угорщині охороняється й має статус NT; у Болгарії охороняється й має статус EN; у Словаччині охороняється й має статус EN.